# Antonio José de Sucre
Antonio José de Sucre (Cumaná, Venezuela, 3 de fevereiro de 1795 — Sierra de Berruecos, Colômbia, 4 de junho de 1830) foi um militar e estadista venezuelano, e herói da independência da América do Sul.

## Biografia
Filho do militar Vicente Sucre e de dona Manuel de Alcalá. Os seus primeiros estudos foram realizados numa escola fundada pela sua tia, Josefa de Alcalá, e com professores particulares. Os seus estudos universitários foram feitos em Caracas, na Escola de Engenheiros do coronel espanhol Tomás Mires; estudando durante cinco anos matemáticas, agrimensura, fortificação e artilharia. Interrompeu seus estudos em 1810 para se alistar nas tropas do General Francisco de Miranda. Depois da capitulação de Miranda, emigrou para Trinidade, regressando em 1813.
Com o general Santiago Mariño realizou as campanhas militares de 1813 e 1814. Em 1817 Simón Bolívar lhe outorgou o grau de coronel, e em 1819 recebeu o título militar de general de brigada. Participou nos tratados de armistício proposto pelo Realista Pablo Morillo
Em 1821, o general Antonio José de Sucre foi nomeado pelo Libertador Simón Bolívar chefe do Exército do Sul da Colômbia. Dirigiu e venceu a batalha de Pichincha, no ocidente de Quito, no dia 24 de maio de 1822, assegurando a libertação do Equador e integrando esta província na Grã-Colômbia. No dia 6 de agosto de 1824, Simón Bolívar e Sucre derrotaram o general José de Canterac na batalha de Junín.

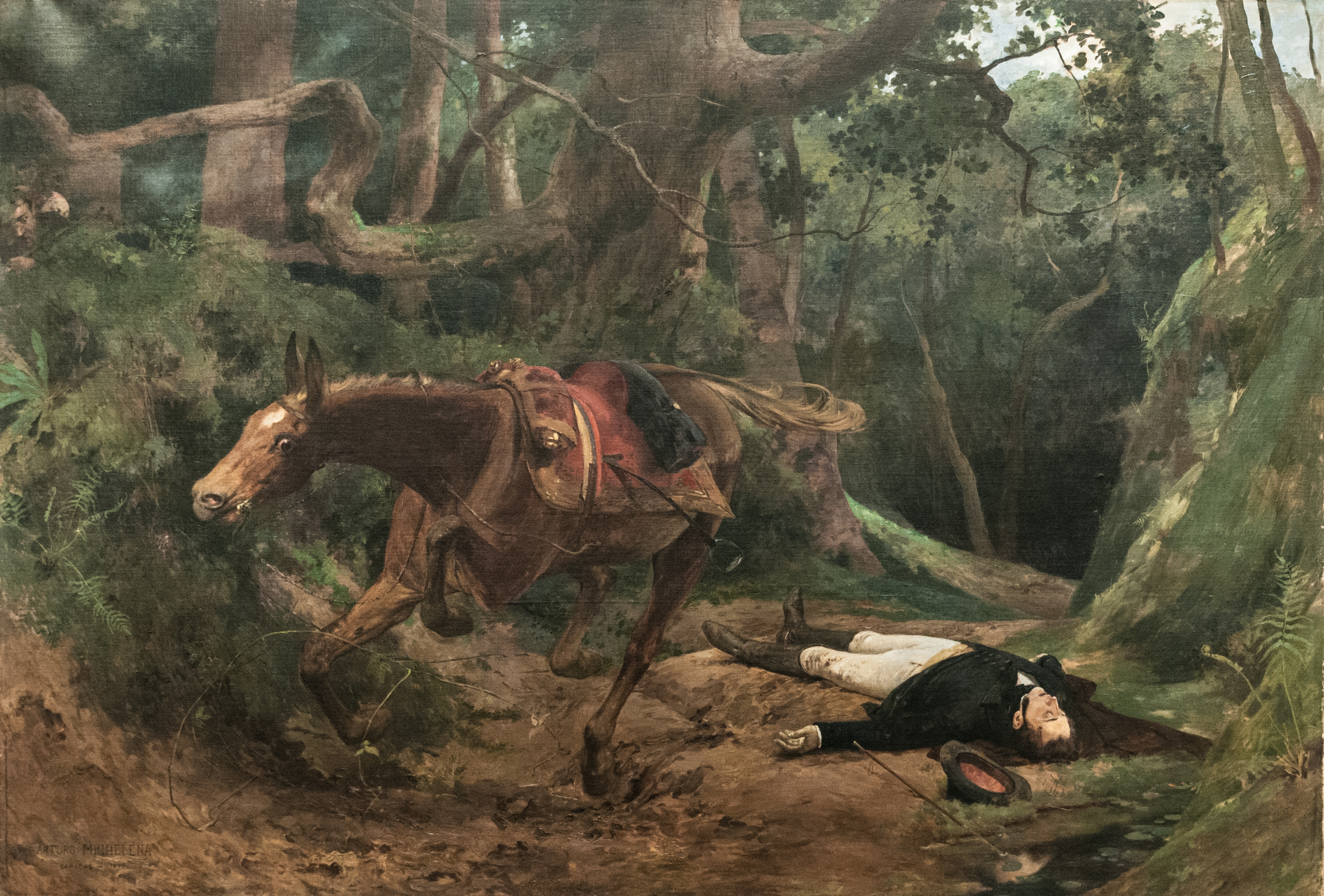
"La muerte de Sucre en Berruecos". Óleo sobre tela de Arturo Michelena.

No dia 9 de dezembro de 1824 Sucre defrontou com 6.879 soldados, 10 000 soldados realistas comandados pelo general José de Canterac, a vitória desta batalha consolidou a independência definitiva da América Hispânica, foi reconhecida na capitulação de Ayacucho a independência do Peru e a desocupação de todos os territórios ocupados pelos realistas.
Em 1826 foi proclamada no Alto Peru a República da Bolívia. Sucre exerceu a presidência deste pais entre 29 de dezembro de 1825 e 18 de abril de 1827. No fim de 1828 retornou à Colômbia, onde foi nomeado pelo Libertador Simón Bolívar para combater as agressões do Peru. Venceu as tropas peruanas na batalha de Tarqui no dia 27 de fevereiro de 1829.
No dia 4 de junho de 1830, quando voltava para Quito, foi assassinado na Sierra de Berruecos no lugar conhecido como "El Cabuyal".